# Marvin Bagley
Marvin Bagley III (* 14. März 1999 in Tempe, Arizona) ist ein US-amerikanischer Basketballspieler.

## Laufbahn
Bagley spielte als Schüler an der Corona del Sol High School im US-Bundesstaat Arizona und dann an der kalifornischen Sierra Canyon School. In seiner Senior-Saison erzielte er für Sierra Canyon im Schnitt 24,9 Punkte sowie 10,0 Rebounds je Begegnung.
An der Duke University spielte Bagley in der Saison 2017/18 unter Trainer-Koryphäe Mike Krzyzewski und drückte der Mannschaft als Neuling sofort seinen Stempel auf. In 33 Einsätzen in der NCAA erzielte Bagley im Schnitt 21 Punkte und sammelte 11,1 Rebounds ein, beides waren mannschaftsinterne Höchstwerte. Im Anschluss an das Spieljahr wurde er als Spieler des Jahres der Atlantic Coast Conference (ACC) ausgezeichnet.
Kurz nach dem Ende der Saison 2017/18 gab Bagley seinen Entschluss bekannt, die Universität zu verlassen und den Schritt ins Profilager zu tun, indem er sich für das Draft-Verfahren der NBA anmeldete. Dort wurde er an zweiter Stelle von den Sacramento Kings ausgewählt. Am 4. Februar erreichte Bagley mit 24 Punkten gegen die San Antonio Spurs seinen bisherigen NBA-Karrierebestwert. Insgesamt kam er in 62 Einsätzen während des Spieljahres 2018/19 auf Mittelwerte von 14,9 Punkten und 7,6 Rebounds. In den kommenden beiden Spielzeiten fiel sein Punkteschnitt leicht, in der Saison 2021/22 dann auf 9,3.
Im Februar 2022 gelangte er im Rahmen eines Tauschhandels, an dem vier Mannschaften beteiligt waren, zu den Detroit Pistons. Im Januar 2024 gab Detroit Bagley an die Washington Wizards ab. In der Saison 2024/25 bestritt er 19 Spiele für die Hauptstadtmannschaft und kam auf einen Mittelwert von nur 4,9 Punkten je Begegnung. Im Februar 2025 einigte sich Washington auf einen Spielertausch mit den Memphis Grizzlies und den Sacramento Kings. Bagley wechselte nach Memphis.
Im Juli 2025 kehrte er zu den Washington Wizards zurück.

## Statistiken

### NBA

#### Hauptrunde
| Saison  | Team                 | GP  | GS | MPG  | FG % | 3P % | FT % | RPG | APG | SPG | BPG | PPG  |
| ------- | -------------------- | --- | -- | ---- | ---- | ---- | ---- | --- | --- | --- | --- | ---- |
| 2018–19 | Sacramento           | 62  | 4  | 25.3 | .504 | .313 | .691 | 7.6 | 1.0 | 0.5 | 1.0 | 14.9 |
| 2019–20 | Sacramento           | 13  | 6  | 25.7 | .467 | .182 | .806 | 7.5 | 0.8 | 0.5 | 0.9 | 14.2 |
| 2020–21 | Sacramento           | 43  | 42 | 25.9 | .504 | .343 | .575 | 7.4 | 1.0 | 0.5 | 0.5 | 14.1 |
| 2021–22 | Sacramento / Detroit | 48  | 25 | 23.9 | .504 | .237 | .663 | 7.0 | 0.8 | 0.5 | 0.4 | 11.3 |
| Gesamt  | Gesamt               | 166 | 77 | 25.1 | .501 | .291 | .663 | 7.4 | 0.9 | 0.5 | 0.7 | 13.6 |